# Pape Dieng
Pape Dieng (Ndiass, 10 de noviembre de 1994) es un futbolista senegalés que juega en la demarcación de portero para el AS Dakar Sacré-Cœur de la Liga senegalesa de fútbol.

## Selección nacional
Hizo su debut con la selección de fútbol de Senegal en un partido entre el tercer y cuarto puesto de la Copa COSAFA 2022 contra Mozambique que finalizó con un resultado de empate a uno tras el gol de Lau King para Mozambique, y de Jean Diouf para Senegal. Posteriormente hubo lanzamientos de penaltis donde ganó el combinado mozambiqueño.

## Clubes
| Club                | País    | Año   | Partidos | Goles |
| ------------------- | ------- | ----- | -------- | ----- |
| AS Dakar Sacré-Cœur | Senegal | 2018- |          |       |